# 國立彰化師範大學科技學院
國立彰化師範大學科技學院，前身為技術及職業教育學院（簡稱彰師大技職教育學院或彰師大技職學院），成立於1989年，與教育學院、科學教育學院（今理學院）並列為彰師大創校三學院。
技職教育學院一共有工業教育與技術學系、人力資源管理研究所、車輛科技研究所與人工智慧科技應用碩士學位學程四個教學單位，而財務金融技術學系於2018年改隸管理學院。

## 院系設置
- 技術及職業教育學院
  - 人力資源管理研究所
  - 車輛科技研究所
  - 工業教育與技術學系暨碩士班
    - 數位學習碩士班
    - 技職行政管理碩士在職專班
    - 技能指導專家教師教學碩士在職專班
    - 技職教育教學碩士在職專班
    - 產業製程研發與資訊應用控制產業碩士專班

  - 人工智慧科技應用碩士學位學程

## 外部連結
- 國立彰化師範大學技術及職業教育學院 （页面存档备份，存于）